# Międzynarodowa Federacja Schronisk Młodzieżowych
Międzynarodowa Federacja Schronisk Młodzieżowych (ang. Hostelling International) – pozarządowa organizacja non-profit współpracująca z UNESCO i Światową Organizacją Turystyki UNWTO. Hostelling International jest grupą ponad 70 krajowych stowarzyszeń schronisk młodzieżowych w ponad 80 krajach, z ponad 4,000 stowarzyszonych hosteli na całym świecie.

## Historia[2]

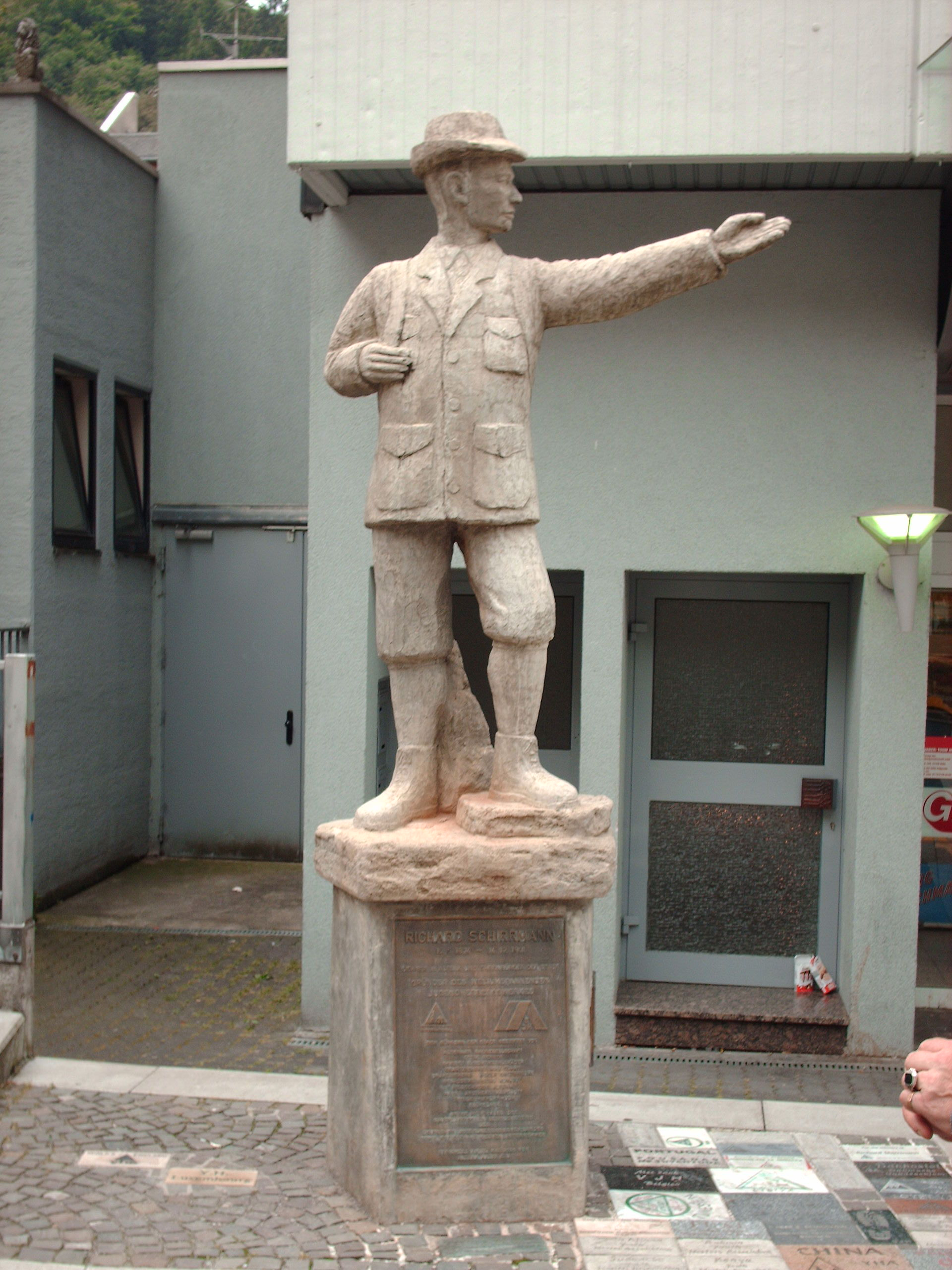
Pierwszy prezes Richard Schirmann

W dniach 20–22 października 1932 r. w Amsterdamie odbyło się spotkanie założycielskie Międzynarodowego Stowarzyszenia Schronisk Młodzieżowych z udziałem jedenastu krajów europejskich: Niemiec, Szwajcarii, Czechosłowacji, Polski, Holandii, Norwegii, Danii, Wielkiej Brytanii, Irlandii, Francji i Belgii.
W październiku 1933 r. na drugiej międzynarodowej konferencji schronisk młodzieżowych w Bad Godesberg Richard Schirrmann, który w 1909 r. założył ruch schronisk młodzieżowych w Niemczech, został wybrany na jego pierwszego prezesa. Jednak w 1936 r. został zmuszony przez narodowych socjalistów do rezygnacji z urzędu.
Schroniska młodzieżowe początkowo różniły się od nowoczesnych hosteli, chociaż rosnąca popularność kultury backpackingowej zmusiła je do dostosowania się, aby nie stracić klientów, w szczególności porzucając ideę obowiązków domowych we wszystkich z wyjątkiem kilku lokalizacji.
W 2006 roku Międzynarodowa Federacja Schronisk Młodzieżowych (IYHF) przyjęła nazwę Hostelling International (HI). Zrzeszające ponad 4 miliony członków stowarzyszenie jest jedną z największych organizacji młodzieżowych na świecie.
Celem jest świadczenie usług dla podróżnych i koordynacja stowarzyszeń krajowych. Siedziba firmy znajduje się obecnie w Welwyn Garden City, niedaleko Londynu.